# جاكوب أندرياس ميكلسن
جاكوب أندرياس ميكلسن (بالنرويجية البوكمول: Jacob Andreas Michelsen)‏ هو سياسي نرويجي، ولد في 17 أغسطس 1821 في برغن في النرويج، وتوفي بنفس المكان في 1902. انتخب عمدة وانتخب عضو برلمان النرويج ‏.